# Lorenzo de Frazzanò
Lorenzo de Frazzanò, nacido Lorenzo Ravì (Frazzanò, 22 de octubre de 1120 - Frazzanò, 30 de diciembre de 1162), fue un monje cristiano y presbítero italiano, venerado como santo por la Iglesia católica y la Iglesia ortodoxa. Es el santo patrón de Frazzanò y el protector del Vicariato Forane de Rocca di Capri Leone en la Diócesis de Patti.

## Hagiografía
Los padres de Lorenzo, Cosmano y Costanza Ravì (Mónaco), murieron al cabo de un año, dejando huérfano a su pequeño hijo.  Pero cuando murió su padre (después de que su madre ya había muerto hace un año) un personaje muy importante entró en la vida de Lorenzo: Lucía, una vecina, que cuidaba al pequeño huérfano.
A los seis años Lorenzo le pidió a Lucía que pudiera estudiar las letras humanas y divinas en el Monasterio Basiliano de San Michele Arcangelo en Troina, donde Lorenzo fue invitado a vestir el hábito monástico basiliano y posteriormente recibir las órdenes mayores y menores.  De modo que Lorenzo ya era sacerdote cuando solo tenía 20 años.  Pronto se difundió la fama del joven sacerdote basiliano, sobre todo en lo que respecta a su espíritu de penitencia, por el que se sintió especialmente atraído desde muy joven.
Casi seis años después de su llegada a la cueva del Etna, Lorenzo, por inspiración divina, regresó un día al Monasterio de Troina e, inmediatamente después, se dirigió al Monasterio de Agira.  Los frutos de las numerosas virtudes que había merecido Lorenzo en las increíbles penitencias de la ermita pronto se dieron a conocer en toda la zona nebroidal, cuyos fieles, aun a costa de serios sacrificios, acudieron a Agira para escuchar la ilustrada palabra del cura Lorenzo.  Hacia 1155 Lorenzo regresó a su tierra y entró en el Monasterio de San Filippo di Fragalà donde vivió durante casi tres años.  Durante este período, Lorenzo trabajó duro para construir una pequeña iglesia dedicada a San Filadelfio en Frazzanò.  Aquí se dedicó a la incansable predicación del Evangelio y aquí también se repitió la afluencia de cristianos sedientos de lo sobrenatural, que ya había ocurrido en Agira.  Llamado a principios de 1158 para predicar en algunas áreas de Puglia y Calabria, Lorenzo dio prueba a poblaciones enteras de cuántas maravillas puede obrar el Todopoderoso en sus fieles servidores.  Apresurado a Reggio Calabria, siguiendo las súplicas de los ciudadanos asolados por la peste, rápidamente devolvió la salud del cuerpo a quienes lo invocaban pero, sobre todo, condujo a los pecadores a la penitencia, a la conversión sincera;  el resultado más hermoso de la exitosa misión de Lorenzo en Reggio fue la reconstrucción de tres iglesias cuyas ruinas estaban esparcidas por las colinas que dominaban la ciudad.  A su salida de Reggio, en presencia del Duque y Arzobispo Metropolitano de Messina, Lorenzo fue aclamado por una inmensa multitud, agradecida al Santo por su poderoso patrocinio.  Al regresar a su pequeño pueblo natal, Lorenzo reanuda su contemplación de los misterios divinos.
Las leyendas, inevitablemente florecidas en torno a la figura del Santo, hablan a menudo de las duras penitencias que Lorenzo se infligió a escondidas desde niño, hasta el punto de derramar sangre y todas hacen referencia también al famoso "prodigio de la camisa", ese es el hecho de que la sangre derramada abundantemente por la noche, desapareció por completo por la mañana, quedando muy blanca la camisa del santo.  También numerosas visiones, según la hagiografía unánime laurentiana, salpicaron el itinerario de santidad del monje Lorenzo.  Tras unos años de estancia en Troina, alrededor de 1145, a la edad de unos 29 años, Lorenzo decidió dejar el monasterio del Arcángel para irse a vivir durante algún tiempo a un lugar apartado con otros dos hermanos.  No sabemos exactamente adónde fueron los tres hermanos, salvo que en ese lugar Lorenzo hizo construir una pequeña iglesia dedicada a la mártir Lucía de Siracusa;  es probable, por tanto, que en este período, que duró unos cinco años, los tres hayan mantenido de alguna manera contacto con el mundo exterior.  Desarrollada la idea de entregarse totalmente al Padre en la soledad y en la más amarga penitencia, hacia 1150 Lorenzo se despidió llorando de los venerables monjes que habían llevado con él aquella magnífica experiencia eremítica y se puso en camino de una cueva al pie del Etna, cuyo sitio permanece desconocido para la historia, pero cuya gloria brilla con mucha claridad.  De hecho, fue en esta cueva donde el espíritu de Lorenzo se refinó en el crisol de cada tentación del maligno, pero también se enriqueció con los innumerables consuelos del Espíritu Santo.  Durante esta estancia en absoluta soledad Lorenzo también se consoló con la visita de otros piadosos ermitaños que vivían en esos bosques;  entre estos parece que debemos incluir a San Nicolò Politi, contemporáneo de San Lorenzo;  también San Luca, abad de Sant'Elia en Calabria, fue a visitar al monje Lorenzo.
Así, para Lorenzo, se acercaba su última Pascua.  Algunos padres ermitaños de un monasterio de los Apeninos llegaron a Frazzanò en la Cuaresma de 1152 y lo invitaron a celebrar la Pascua en su monasterio.  Lorenzo leyó en esta invitación otra prueba de amor solicitada por Jesús y, sin demora, caminó con ellos hacia la meta lejana.  A su regreso, volvió a saludar por última vez a sus fieles de Santa Domenica, en Stilo en Calabria.  Tras regresar definitivamente a Frazzanò, en el otoño de 1162, Lorenzo apenas tuvo tiempo de construir la nueva iglesia de Todos los Santos, que deseaba "en honor a la Santísima Trinidad".  En esta iglesia, recientemente restaurada, se realizaron los mayores milagros obrados por el Señor para glorificar a San Lorenzo.  Así, en poco tiempo, Frazzanò se convirtió en un faro de luz para todas las poblaciones de Nebrodi y también de países más distantes.  Pero, en vida, Lorenzo sólo pudo satisfacer brevemente a los fieles que acudieron a él con su palabra y su bendición sacerdotal;  después de la Navidad de 1162 en efecto, después de las Vísperas del 30 de diciembre, hacia las 6 de la tarde, el ángel de la muerte vino a visitarlo a la celda de la que no había salido desde hacía tres días, vivía en la angustia de finalmente reencontrarse con su Divino Maestro, y en el esfuerzo de purificar aún más su alma con penitencia, para hacerla más digna de comparecer ante el trono del Altísimo.  Habiendo tomado su último aliento, el cuerpo de Lorenzo comenzó a emanar un dulce perfume, que todos solo podían atribuir a la divina Omnipotencia que así quiso glorificar tangiblemente las virtudes heroicas del sacerdote Lorenzo.  Han pasado más de ocho siglos desde ese día y el cuerpo de Lorenzo es reverenciado ininterrumpidamente, especialmente por sus conciudadanos, muchos de los cuales, por devoción, llevan su nombre.
Las reliquias del santo se conservan en la iglesia que los Frazzanesi construyeron para su conciudadano y patrón en el siglo XV.

## Veneración
- 11 de enero - como muestra de agradecimiento por haber protegido a San Lorenzo durante el terremoto de 1693
- 9 de agosto y 10 de agosto - en memoria de las translaciones de las reliquias
- 22 de octubre - en memoria de su nacimiento y ordenación sacerdotal
- 30 de diciembre - día de la muerte del santo